# Видади, Молла Вели
Молла Вели Видади (азерб.  ملا ولی ودادی, Molla Vəli Vidadi; 17 марта 1709, Шамкир, Карабахское беглербегство, Сефевидское государство ‒ 13 мая 1809, Икинджи Шихлы, Грузинская губерния) — азербайджанский поэт-просветитель XVIII века.

## Биография
Видади родился в 1709 году в городе Шамкир Гянджинского беглербегства. Жил в Карабахе, а затем в Тифлисе. Служил писарем у грузинского царя Ираклия II.

## Творчество
Своими лирическими стихами Видади обогатил азербайджанскую поэзию, был мастером особой формы стихов с парной рифмой — «гошма».
Реалистическая лирика поэта близка к ашугской поэзии. Произведения Молла Вели Видади написаны в духе исламистского суфизма. Он критиковал междоусобные войны и феодальные жестокости. Так, в известном стихотворении «Мусибат-наме», являющемся отзвуком на убийство Гусейн хана Муштага, друга Видади, поэт передает ужасы кровопролитных феодальных распрей, клеймит невежественных и жестоких ханов, их злодейства и преступления перед народом:
Аллаху не верны, с Кораном не дружны, 

И шаха, что ни день, менять себе вольны...
Молла Вели Видади был близким другом известного азербайджанского поэта Молла Панах Вагифа. Заметное место в творчестве Видади занимает его стихотворная переписка-диалог c Молла Панах Вагифом, которая содержанию напоминает состязания ашугов. В отличие от Вагифа, в произведениях которого преобладают мажорные тона, в стихах Молла Вали Видади просматривается грусть и безысходность. Пессимистические настроения поэта нашли отражение в стихотворениях «Журавли», «Послания поэту Вагифу», «Поплачешь». Считается последователем творчества Физули.
Некоторые из его газелей и гошма переведены на русский язык: «Мусаддас», «Ряд за рядом», «Там, где любви напрасно сердце ждет…». Большая заслуга в переводе произведений Молла Вели Видади принадлежит Константину Симонову:
Мы жить не можем, смерть поправ, - как тяжко умирать!

На жизнь имея столько прав, как тяжко умирать!

Огонь любви в моей крови, тебя желаю я.

Мечтанья о тебе прервав, как тяжко умирать!

## Потомки
Молла Вели Видади являлся дедом по материнской линии российского и азербайджанского генерала Али-Ага Шихлинского.